# Claveria (Masbate)
Claveria ist eine philippinische Stadtgemeinde auf der Insel Burias in der Provinz Masbate. Sie hat 43.693 Einwohner (Zensus 1. August 2015). Claveria liegt auf der Insel Burias.

## Baranggays
Claveria ist politisch in 22 Baranggays unterteilt.
| - Albasan - Boca Engaño - Buyo - Calpi - Canomay - Cawayan - Imelda - Mababang Baybay | - Mabiton - Manapao - Nabasagan - Nonoc - Osmeña - Pasig - Peñafrancia | - Poblacion District I (Barang ?) - Poblacion District II (Baran ?) - Quezon - San Isidro - San Ramon - San Vicente - Taguilid |